# جاكي هرنانديز
جاكي هرنانديز هو لاعب كرة قاعدة كوبي، ولد في 11 سبتمبر 1940 في بيريكو ‏ في كوبا.

## وصلات خارجية
- جاكي هرنانديز على موقعبيزبول رفرنس.كوم (الدوري الرئيسي) (الإنجليزية)
- جاكي هرنانديز على موقع مشجعي الرسوم البيانية (الإنجليزية)